# Metody (Ostojić)
Metody, imię świeckie Ljubisza Ostojić (ur. 1976 w Sarajewie) – biskup Serbskiego Kościoła Prawosławnego.

## Życiorys
W 2005 został wyświęcony na diakona. Święcenia kapłańskie przyjął w 2008, a w 2013 uzyskał godność archimandryty. Chirotonię biskupią otrzymał 22 lipca 2018 jako wikariusz metropolii Czarnogóry i Przymorza z tytułem biskupa Dioklei. W 2021 r. przeniesiony na katedrę budimlańsko-nikšicką.